# 北九州市立貴船小学校
北九州市立貴船小学校（きたきゅうしゅうしりつきふねしょうがっこう）は、福岡県北九州市小倉北区白銀にある公立小学校。

## 沿革
- 1953年（昭和28年） - 仮称小倉市立篠崎小学校として開校[2]
- 1953年（昭和28年） - 校名を貴船小学校に決定[2]
- 1962年（昭和37年） - 創立10周年記念式典 を挙行[2]
- 1963年（昭和38年） - 北九州市立貴船小学校に改称[2]
- 1972年（昭和47年） - 創立20周年記念式典を挙行[2]
- 1977年（昭和52年） - 体育館落成式を挙行[2]
- 1983年（昭和58年） - 創立30周年記念式典を挙行[2]
- 1993年（平成5年） - 創立40周年記念式典を挙行[2]
- 2002年（平成14年） - 創立50周年記念式典を挙行[2]
- 2012年（平成24年） - 創立60周年記念式典を挙行[2]

## 交通
- 北九州モノレール片野駅下車、徒歩約9分
- 西鉄バス貴船町バス停下車、徒歩約6分

## 周辺
- 北九州市立白銀中学校
- TOTOミュージアム